# 스트림비젼
스트림비젼(StreamVision Co., Ltd.)은 대한민국에 본사를 둔 중소/벤처기업이다.
2005년 개인사업자를 시작으로 2006년 법인으로 전환하였다. 2006년 법인전환을 통한 "스트림비젼"이라는 상호 아래 사업을 영위 중이다. 방송장비 및 통신장비 연구/개발/제조 회사로 미들웨어, 통합믹서, 편성송출 시스템, 인제스트 및 방송 장비를 시장에 공급하고 있다.

## 특징
스트림비젼에서 제공하는 제품들은 OTT 및 IPTV 서비스를 위한 스트리밍 기술을 포함하고 있으며, Baseband 방송장비와 Broadband 방송의 연계성에 특징을 두고있다.